# 3e régiment de cavalerie (Italie)
Pour les articles homonymes, voir 3e régiment.
Le 3e régiment de cavalerie Savoia (italien : Reggimento « Savoia Cavalleria » (3°)) est un régiment de cavalerie de l'Armée de terre italienne basé à Grosseto en Toscane. À l'origine une unité de dragons de l'État savoyard, sa zone de recrutement se focalisait dans le duché de Savoie. Aujourd'hui, le régiment est l'unité de reconnaissance de la brigade de parachutistes Folgore.

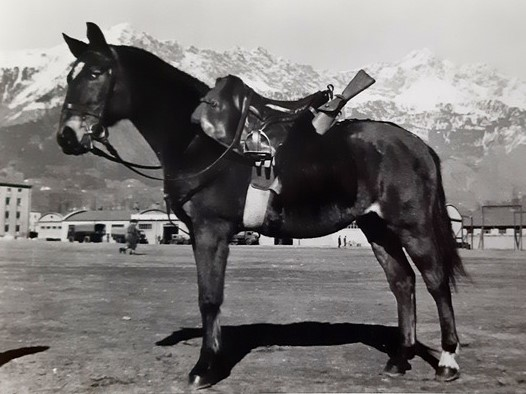
Albino, célèbre cheval vétéran du 3e régiment de cavalerie, photographié en 1958.